# Serguéi Kiriakov
Serguéi Viacheslávovich Kiriakov (en ruso: Сергей Вячеславович Кирьяков) (1 de enero de 1970) es un exfutbolista ruso, se desempeñaba como delantero y jugó para las selecciones de la Unión Soviética y de Rusia.
Su hermano menor Yegor Kiriakov es también futbolista profesional.

## Clubes
| Club                    | País            | Año         |
| ----------------------- | --------------- | ----------- |
| FC Dinamo Moscú         | Unión Soviética | 1987 - 1992 |
| Karlsruher SC           | Alemania        | 1992 - 1998 |
| Hamburgo SV             | Alemania        | 1998 - 1999 |
| Tennis Borussia Berlin  | Alemania        | 1999 - 2000 |
| Yunnan Hongta           | China           | 2001 - 2002 |
| Shandong Luneng Taishan | China           | 2003        |